# Stenolaemata
Classe
Classification phylogénétique
- Bilatériens
  - Protostomiens
    - Chétognathes ?
    - Lophotrochozoaires
      - Ectoproctes
        - Sténolémés
        - Gymnolémés
        - Phylactolémés

      - Rhombozoaires
      - Platyzoaires
      - Phoronozoaires
      - Eutrochozoaires

    - Ecdysozoaires
    - Mésozoaires

  - Deutérostomiens

Les Stenolaemata sont l'une des trois classes de l'embranchement des bryozoaires (Bryozoa). 

## Liste des ordres
Selon World Register of Marine Species (25 février 2016) :
- ordre Cryptostomida †
- ordre Cyclostomatida (ou Cyclostomata)
  - sous-ordre Articulina
  - sous-ordre Cancellata
  - sous-ordre Cerioporina
  - sous-ordre Fasciculina
  - sous-ordre Paleotubuliporina †
  - sous-ordre Rectangulata
  - sous-ordre Tubuliporina
  - famille Stegohorneridae Borg, 1944
- ordre Cystoporida †
- ordre Fenestrida †
- ordre Trepostomatida †